# 桂やまと
桂 やまと（かつら やまと）は、落語家の名跡。
江戸三代目桂文治が受領した際に名乗った「桂大和大掾藤原忠誠」に由来する。漢字表記の「桂大和」を含めると六代目に当たる。
桂やまと
- 桂やまと - 後∶五代目桂文楽
- 桂やまと - 後∶リーガル万吉

桂大和
- 桂大和 - 後∶六代目三笑亭可楽
- 桂大和 - 後∶喜久亭寿楽
- 桂大和 - 後∶八代目桂文治

三代目 桂 やまと（1974年8月30日 - ）は、日本の落語家。本名：田中 秀樹。東京都荒川区西尾久出身。芸紋は一つ花沢瀉。出囃子は義太夫の「千両幟（関取千両幟）」。ただし独演会では長唄「汐汲（三蓋傘の前の合方）」も使う。所属団体は一般社団法人落語協会（1999年3月 - ）。芸能事務所は石井光三オフィス（2021年4月 - ）。

## 経歴
荒川区立西尾久保育園、荒川区立尾久西小学校、荒川区立第七中学校を卒業。
東京都立白鷗高等学校を経て、二浪の末、1995年に中央大学文学部教育学科心理学コース（現・心理学専攻）に入学。在学中は中央大学落語研究会に所属。臨床心理士やカウンセラーを目指していたが自分には向いていないと感じ、1年の終わりには噺家になると決めていた。創部40年が経っていたが、それまで中大落研からプロが輩出されなかったのは、初代顧問だった九代目桂文治（通称「留さん文治」）の「あなた方は立派な大学生なんですから、プロになろうなんて思わず道楽でおやんなさい」という教えを守ってきたため。やまとは卒業までの間、親だけでなくOBたちも説得し続けて心理学を学びながらプロを目指した。当時の高座名は三代目「ふられ亭航海」。
1999年3月、大学卒業と同時に中大落研を指導していた七代目桂才賀（九代目文治に入門し、没後は古今亭志ん朝門下へ）に入門。学生落語の時の優しい師匠とは一変。一番弟子というだけでなく、元海上自衛官の才賀の修行はかなり細かいうえに厳しく、回りにいた客や仲間が「もうそのへんで勘弁してやんなよ」とたびたび止めに入るほどだったとのこと。それでも才賀について、「本気で一人前にしようとしてくれてたのはわかってましたから。そんな師匠のおかげで何もできなかった自分が、動ける人間に変わることができた」とやまとは感謝の言葉をよく口にしている。7ヶ月の見習いを経て11月より前座として楽屋入り。前座名は「桂才ころ」。
2003年5月1日、古今亭朝太、古今亭志ん公、三遊亭司と共に二ツ目昇進し「桂才紫」と改名。2012年、第11回さがみはら若手落語家選手権で優勝。
2014年3月、三代目柳家東三楼、四代目柳家三語楼、三遊亭究斗、五代目古今亭志ん好（志ん公改め）と共に真打昇進し、三代目となる「桂やまと」を襲名。中大落研出身で初の真打となる。

## 芸歴
- 1999年
  - 3月27日 - 七代目桂才賀に入門。
  - 11月1日 - 前座となる。前座名「桂才ころ」。
- 2003年5月1日 - 二ツ目昇進、「桂才紫」と改名。
- 2014年3月21日 - 真打昇進と同時に、三代目となる「桂やまと」を襲名。

## 受賞歴
- 2001年 - 第6回岡本マキ賞
- 2012年 - 第11回さがみはら若手落語家選手権優勝

## 人物
2008年、つんく♂プロデュースの「NICE GIRL プロジェクト!」のイベント「ナイスガールプロジェクト 初めての寄席～ナイスなひと時～」で、キャナァーリ倶楽部の高田あゆみなどメンバー8人に落語を指導した。
2014年12月、テレビ番組「乃木坂って、どこ?」の企画で、当時SKE48と乃木坂46を兼任していた松井玲奈に「桂しるこ」の高座名を与え、古典落語『時そば』の稽古をつけた。
長唄太鼓・小鼓などの鳴物を得意としており、二代立花家橘之助の襲名披露興行では締太鼓、大太鼓、銅鑼、拍子木、木魚、小鼓などの鳴物を一人で担当した。
以前はタバコを一日40本、酒も一日1升近く必ず飲む酒豪であったが、一念発起してからはどちらも一切やっていない。今も芸人仲間や客人との付き合いで酒席に行くことはあるが、「ノンアルコールビールがあれば最高。もしなければ炭酸水で十分」とは本人の談。
日本心理学会の認定心理士や、荒川区立小学校のPTA会長を長く務め、令和4年度は荒川区立小学校PTA連合会の連合会長も務めた。
母校である中央大学にも積極的に関っていて、落語研究会の指導役を務めて学生たちに教えている。また学員(中大OB・OGの呼称)の支部には東京文京区支部、荒川区支部、南甲倶楽部に所属している。
また他にも荒川区青少年育成尾久地区委員会理事、荒川区立第七中学校父親の会（2020年 - ）、東京都立白鷗高等学校鷗友会理事（2023年度 - ）、荒川西ライオンズクラブ正会員（2023年7月 - ）と、芸人でありながら地域や母校への活動に積極的に参加している。
なお、シンガーソングライターの服部名々子は、やまとの従姉妹である。

## 逸話
長年、文化庁芸術祭で審査員をやっていた長井好弘氏曰く「大衆芸能部門にて激戦の中わずかな差で受賞には届かなかったが、最終候補まで残る事が本当に多かった」とのこと。

## 弟子

### 色物
- とんぼ・まさみ(漫才) - 師匠であった才賀の内輪であったが、死去に伴いやまと門下に移った。

## 出囃子
1. 炭坑節（2003年 - 2014年）
2. 千両幟（2014年 - ）
3. 汐汲（2021年 - ）

2022年現在、寄席やホール落語では「千両幟」を使い、独演会などで2回登場する際には「千両幟」と「汐汲」を併用している。

## 主な演目
- 幾代餅
- 百川
- 妾馬
- 阿武松
- 片棒
- 死神
- 火焔太鼓
- 三方一両損
- もう半分
- ねずみ
- 鰻の幇間
- 掛取り
- 蒟蒻問答
- 青菜
- 井戸の茶碗
- 付き馬
- 大山詣り
- 二番煎じ
- 佐々木政談
- 薮入り
- にらみ返し
- 芝浜
- 花見の仇討ち
- 不動坊
- 文七元結
  - 文七元結（作：補訂／岡田嘉夫)
- 叩き蟹
- 富久
- 百年目
- 御神酒徳利
- 船徳
- 寝床
- 鼠穴
- 明烏
- 化け物使い
- 宿屋の仇討
- 佃祭
- 中村仲蔵
- 鰍沢
- 子別れ
- 茶の湯
- 吉原抜け（作：岡田嘉夫）
- 五百羅漢
- 三味線栗毛
- 猫忠(猫の忠信)
- お見立て
- さんま芝居
- 火事息子
- 蛸坊主
- 雛鍔

## 出演

### 舞台
- 朗読劇『日の名残り』（2020年9月30日 - 10月4日、あうるすぽっと ※10月6日 - 11日、地方公演あり） - ファラディ氏 役（ラサール石井とダブルキャスト）[6]

### 映画
- 『高野豆腐店の春』（2023年8月18日より全国一斉ロードショー）西田道夫 役[7]　製作：アルタミラピクチャーズ　配給：東京テアトル